# Gymnochthebius nanosetus
Gymnochthebius nanosetus är en skalbaggsart som beskrevs av Perkins 2005. Gymnochthebius nanosetus ingår i släktet Gymnochthebius och familjen vattenbrynsbaggar. Inga underarter finns listade i Catalogue of Life.